# Gens Articuleya
La gens Articuleya fue un conjunto de familias plebeyas de la Antigua Roma que compartían el nomen Articuleyo. Floreció durante la época imperial. La gens es conocida principalmente por Quinto Articuleyo Peto, cónsul con el emperador Vespasiano en 78 y con Trajano en 101.
El único praenomen conocido es Quinto, mientras que los cognomina que usaron fueron Peto y Petino, siendo este último una probable variante del primero.